# Strange Fruit

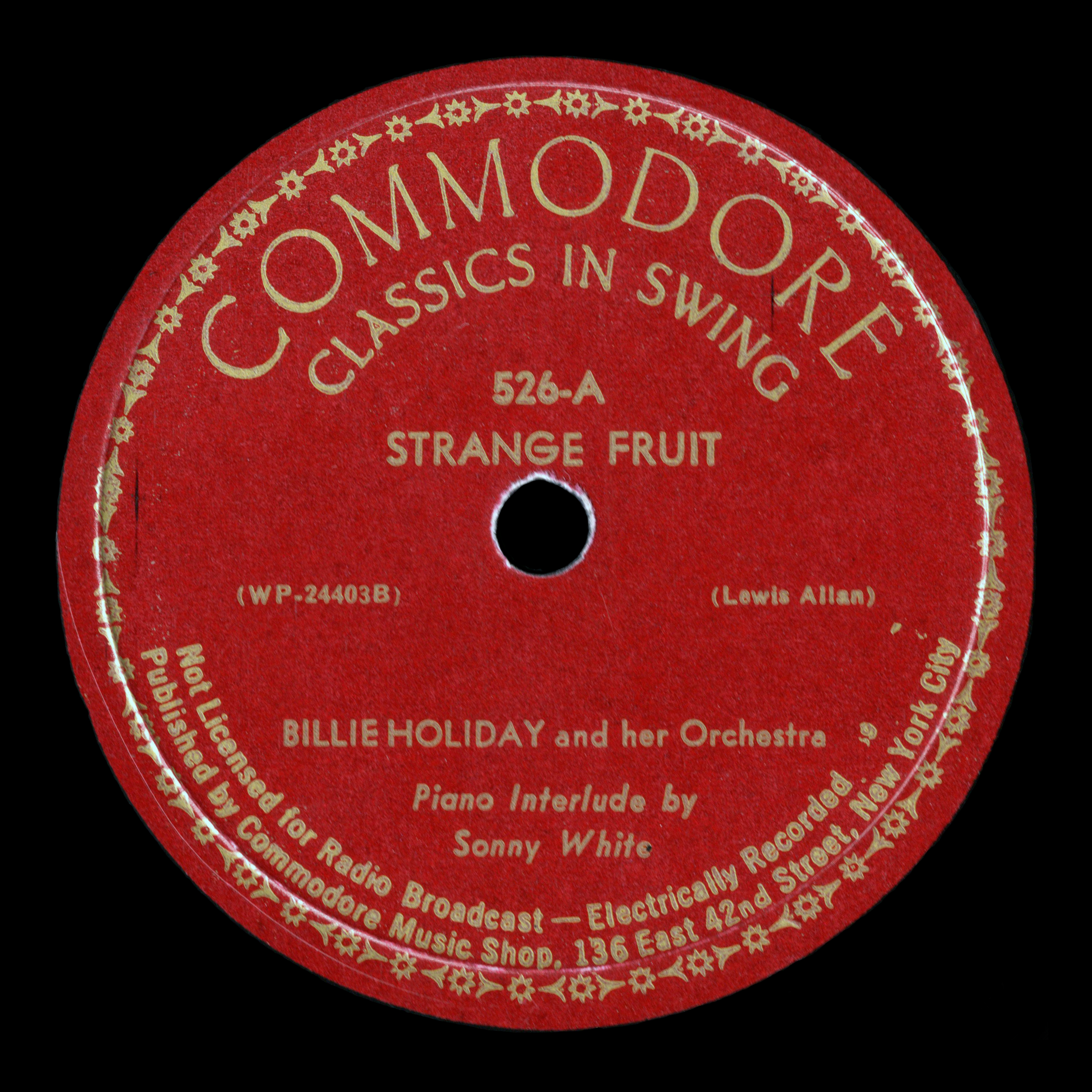
Label van de opname uit 1939 door Billy Holiday

Strange Fruit is een jazznummer, beroemd gemaakt door de Amerikaanse jazzzangeres Billie Holiday. Het is gebaseerd op het gedicht Bitter fruit uit 1937 dat Abel Meeropol onder het pseudoniem 'Lewis Allan' publiceerde.

## Geschiedenis
Het lied is een aanklacht tegen het Amerikaans racisme, in het bijzonder het lynchen van Afro-Amerikanen, dat vooral voorkwam in het zuiden van de Verenigde Staten. Strange Fruit (oorspronkelijk Bitter Fruit getiteld) werd geschreven door een onderwijzer uit The Bronx, Abel Meeropol (1903 – 1986), onder het pseudoniem Lewis Allan. De tekst, die in januari 1937 verscheen in The New York Teacher, verhaalt van een van de lynchpartijen zoals die geregeld voorkwamen in het zuiden van de Verenigde Staten van Amerika. De tekst beschrijft de lijken van de zwarte Amerikanen hangend in bomen als vreemdsoortige vruchten. Abel Meeropol was waarschijnlijk geïnspireerd door een foto van een lynchpartij van twee Afro-Amerikanen, Thomas Shipp en Abram Smith, die in 1930 werden opgehangen in Marion (Indiana).
Meeropol verklaarde later: I wrote 'Strange Fruit' because I hate lynching and I hate injustice, and I hate the people who perpetuate it ('ik heb Strange Fruit geschreven omdat ik lynchpartijen verafschuw en ik onrecht verafschuw en ik de mensen verafschuw die het in stand houden').

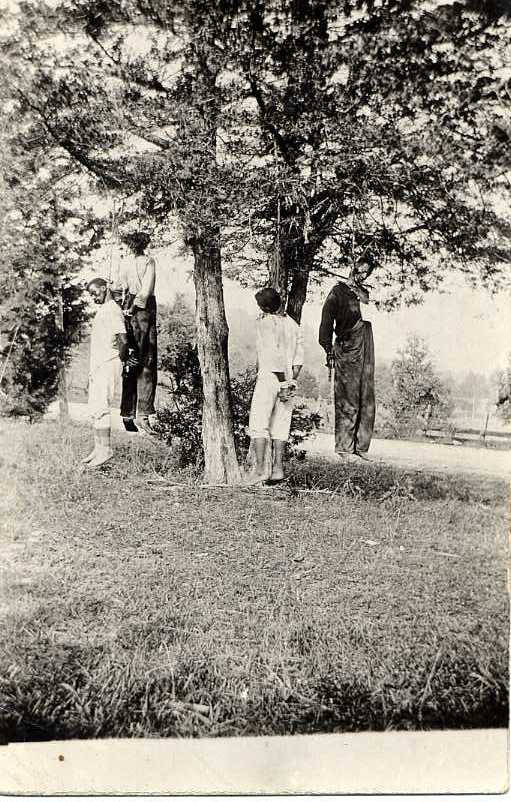
De lichamen van vier gelynchte mannen aan een boom. Foto uit 1908.

Strange Fruit werd door Billie Holiday voor het eerst gezongen in 1939, in Café Society, Sheridan Square, Greenwich Village, New York. Nadat Columbia Records het nummer had geweigerd, nam ze het op voor Milt Gablers platenlabel Commodore Records. Dankzij de zeggingskracht van de tekst en de indringende vertolking werd het lied een populaire jazzstandard met tal van opnamen en covers door andere artiesten. Samen met de uitvoeringen door Billie Holiday zijn die van Nina Simone de bekendste.
Holidays versie werd in 1978 een Grammy Hall of Fame Award toegekend en werd ook opgenomen in de lijst van Songs of the Century (liedjes van de eeuw) door de Recording Industry of America en de National Endowment for the Arts, een overheidsorganisatie ter bevordering van kunst en cultuur.

## Tekst
| Tekst | Vertaling |
| --- | --- |
| Strange Fruit Southern trees bear a strange fruit, Blood on the leaves and blood at the root, Black bodies swinging in the Southern breeze, Strange fruit hanging from the poplar trees. Pastoral scene of the gallant South, The bulging eyes and the twisted mouth, Scent of magnolia, sweet and fresh, Then the sudden smell of burning flesh! Here is a fruit for the crows to pluck, For the rain to gather, for the wind to suck, For the sun to rot, for the trees to drop, Here is a strange and bitter crop. Lewis Allan | Letterlijke vertaling Zuidelijke bomen dragen vreemde vruchten, Bloed op de bladeren en bloed aan de wortels, Zwarte lichamen bungelen in de zuidenwind, Vreemd fruit hangend aan de populieren. Een pastoraal tafereel in het galante Zuiden, De uitpuilende ogen en de verwrongen mond, De magnoliageur, zoet en fris, En dan de plotse geur van brandend vlees! Hier zijn de vruchten die de kraaien plukken, Die de regen oogst, waar de wind aan zuigt, Die de zon laat rotten, die de bomen laten vallen, Hier is een vreemde en bittere oogst. Vertaling: Wikipedia |

## Covers
- Romeyn Adams Nesbitt, A Tribute to Billie Holiday - cd - Cristal Records DEF 01 - France
- Carole Alston, Tribute to a Blue Lady - cd - C 4 records - AU
- Tori Amos, 1994 B-side single Cornflake Girl
- Mary Coughlan, Mary Coughlan Sings Billie Holiday - cd - Evangeline GELM4086- Eire
- Karen Dreikopf, Songs for a Lady - cd - Surrealis records - D
- Laïka Fatien, Misery - cd - Blujazz BJF02 - EU
- Julia Feldman, Words Are Worlds - cd - Hed Arzi 520920 - Isr
- Nnenna Freelon, Blueprint of a Lady - cd - Concord Jazz CCD-2289-2 - US
- The Gun Club op het live-album Danse Kalinda Boom en op de extra CD bij de EP Death Party (live from Rote Fabrik, Zurich, 1983)
- Alison Hogan, Hogan Sings Holiday - cd - Festival HSHO195 - Canada
- Pamela Isaacs, Lady Day at Emerson's Bar and Grill - cd - BCS1111 - US
- Abbey Lincoln, Abbey Sings Billie - cd - ENJA cd 6012-65 - W.-Germany
- Monica Lynk, A Tribute to Billie Holiday - cd - Bell Music - US
- Lils Mackintosh, It's Not Perfect to Be Easy - cd - Riff 85025-2 - NL
- Carmen McRae, Lover Man - cd - Columbia CK 65115 - US
- Kim Nalley, Ballads for Billie - cd - Jazz & Blues CE 3111469 - US
- Trijntje Oosterhuis, Strange Fruit - cd - Blue Note 7243 597756 2 3 - NL
- Thomasina Petrus, If Only...Billie Unsung - cd - PepperProd. - US
- Diana Ross op haar livealbum Stolen Moments
- Nina Simone's album Pastel Blues - 1965
- Vattel Cherry's Bassrespänse with Marjani Dele, God Bless the Child: A Baltimore Tribute to Billie Holiday - cd - Citypaper Streetbox - US
- Cassandra Wilson op haar album New Moon Daughter uit 1995
- Siouxsie and the Banshees op het album Through the Looking Glass uit 1987
- Jeff Buckley, Live at Sin-é (Legacy Edition) - 2003 - Columbia Records
- UB40, Signing off - 1980 - Graduate
- Beth Hart - Joe Bonamassa, Seesaw - 2013 - J&R Adventures, LLC
- José James op het album Yesterday I Had the Blues - The Music of Billie Holiday
- Twilight Singers op het album "She Loves You" - 2004 - One Little Indian
- Zeal and Ardor op het album "Stranger fruit" - 2018 - Stranger fruit
- AaRON op het album "Artificial Animals Riding on Neverland" - 2007
- Annie Lennox op het album Nostalgia - 2014
- Oceans of Slumber als single "Strange Fruit" - 2020

### NPO Radio 2 Top 2000
| Nummer met noteringen in de NPO Radio 2 Top 2000 | '05  | '06  | '07  | '08  | '09  | '10  | '11  | '12  | '13  | '14  | '15  | '16  |
| ------------------------------------------------ | ---- | ---- | ---- | ---- | ---- | ---- | ---- | ---- | ---- | ---- | ---- | ---- |
| Strange Fruit (Billie Holiday)                   | 1651 | 1574 | 1003 | 1760 | 1482 | 1440 | 1258 | 1895 | 1745 | 1798 | 1979 | 1989 |

1. ↑  Een vetgedrukt getal geeft de hoogste notering aan.
2. ↑  2005 was het eerste jaar met een notering voor dit nummer.
3. ↑  Deze tabel is bijgewerkt tot en met de laatste editie (2024).